# Smaug swazicus
Smaug swazicus — вид ящірок родини поясохвостів (Cordylidae). Описаний у 2020 році.

## Поширення
Вид поширений в Есватіні (райони Хохо, Манзіні та Шиселвені) та прилеглих південноафриканських провінціях Мпумаланга та Квазулу-Натал.